# Perla Harghitei
Perla Harghitei este o companie producătoare de apă minerală și băuturi răcoritoare din România. Compania a fost înființată în anul 1990 și apoi privatizată în 1995. 
Perla Harghitei deține o fabrică de îmbuteliere în comuna Sâncrăieni, din județul Harghita, la 10 kilometri de municipiul Miercurea Ciuc, și a vândut 106,5 milioane de litri de apă minerală în anul 2007
Compania are în portofoliu mărcile de apă minerală naturală Perla Harghitei, Tiva Harghita și Cristalina și băuturile răcoritoare Allegria.
Cifra de afaceri în 2007: 16,1 milioane euro